# Mesembrius excavatus
Mesembrius excavatus är en tvåvingeart som beskrevs av Hull 1941. Mesembrius excavatus ingår i släktet Mesembrius och familjen blomflugor.
Artens utbredningsområde är Madagaskar. Inga underarter finns listade i Catalogue of Life.